# Chiesa di Sant'Agnese (Matera)
La chiesa di Sant'Agnese, nota anche come chiesa di Santa Maria dell'Arco, è un edificio religioso che sorge a Matera.

## Descrizione
L'ingresso è costituito da un arco parabolico che immette in una piccola cella a pianta quadrata.